# Apollon (automobilismo)
Apollon è stato un costruttore svizzero di Formula 1. 
L'avventura inizia nel 1977 quando il Jolly Club di Svizzera compra una vecchia Williams FW03 del 1973 e ne aggiorna il telaio, trasformandola nella Apollon Fly.
Dopo vari problemi tecnici che bloccano in debutto della vettura in estate, al Gran Premio d'Italia 1977 Loris Kessel tenterà senza successo di qualificare la Fly.
Subito dopo ci sarà il ritiro dalle corse.

## Risultati in Formula 1
| Anno | Vettura | Motore            | Gomme | Piloti |  |  |  |  |  |  |    |  |    |  |  |    |    |    |  |  |  | Punti | Pos. |
| ---- | ------- | ----------------- | ----- | ------ |  |  |  |  |  |  | -- |  | -- |  |  | -- | -- | -- |  |  |  | ----- | ---- |
| 1977 | Fly     | Ford Cosworth DFV | G     | Kessel |  |  |  |  |  |  | NA |  | NA |  |  | NA | NA | NQ |  |  |  | 0     | -    |